# Ray Bauduc
Raymond Bauduc (* 18. Juni 1906 in New Orleans, Louisiana, USA; † 8. Januar 1988 in Houston, Texas, USA) war ein Bandleader und Schlagzeuger des Oldtime Jazz.
Bauduc lernte sein Instrument im Elternhaus, ging Mitte der 1920er Jahre nach New York und spielte zunächst bei Freddie Rich, Tommy und Jimmy Dorsey und ab 1926 bei Joe Venuti und Eddie Lang; dann war er Mitglied der Bands von Ben Pollack (1929 bis 1934) und Bob Crosby (1935 bis 1942). Bekannt ist er auch durch seine Duette mit Bob Haggart, bei denen u. a. 1938 der Titel „Big Noise From Winnetka“ entstand. Nach einigen Jahren in der US-Army leitete Bauduc mit Gil Rodin ein eigenes Orchester; die Arrangements stammten von Tommy Todd, Joe Reisman und Billy May. Der Sound des kurzlebigen Orchesters war eine Reminiszenz an die Crosby-Band; sie spielte hauptsächlich im Raum Los Angeles, ging aber auch auf einige Tourneen zwischen West- und Ostküste.
Bauduc spielte nach Auflösung der Band von 1947 bis 1950 bei Jimmy Dorsey und von 1952 bis 1955 bei Jack Teagarden, bevor er eine Band mit Nappy Lamare gründete; mit ihr entstand 1957 das Album Riverboat Dandies. Carlo Bohländers Reclams Jazzführer zufolge galt er „als einer der besten Dixieland-Schlagzeuger“ seiner Zeit und war einer der führendsten Schlagzeuger dieses Genres in Kalifornien.